# San Giovanni della Pigna
San Giovanni della Pigna ou Igreja de São João de Pigna é uma igreja de Roma, Itália, localizada no rione Pigna, na piazza della Pigna. É dedicada a São João Batista. 
O cardeal-diácono protetor da diaconia de São João da Pinha é Raffaele Farina, arquivista-emérito dos Arquivos Secretos do Vaticano e bibliotecário-emérito da Biblioteca Vaticana. Em 2007, foi designada a "igreja dos italianos no mundo".
É uma igreja subsidiária da paróquia de Santa Maria in Aquiro.

## História
Esta igreja, originalmente dedicada aos mártires Eleutério e Genésio, aparece pela primeira vez numa bula do papa Agapito II, de 955, e em outra do papa João XII, de 962.
Completamente arruinada em 1584, o papa Gregório XIII a entregou para a "Arquiconfraria da Piedade aos Encarcerados" (em italiano:  Arciconfraternita della Pietà verso i carcerati), que a reconstruiu. O encarregado da obra foi o arquiteto Angelo Torrone, que concluiu seu trabalho em 1624. A igreja foi então rededicada como Sancti Ionanis de Pinea ("São João de Pigna"). Foi restaurada diversas vezes depois e, finalmente, em 1837, por Virginio Vespignani.
Em 1870, o papa Pio IX a entregou à Sociedade Salesiana de São João Bosco. Em 2007, a igreja passou por uma restauração que lhe devolveu suas cores originais.

## Descrição
O cognome "della Pigna" é uma referência à grande pinha de bronze descoberta no local e hoje conservada na Cortile della Pigna na Cidade do Vaticano.
A fachada tem duas ordens em estilo barroco. O beiral, com uma inscrição em latim que relembra a presença no local da confraria, é suportado por quatro pilastras de capitéis jônicos que dividem a fachada em três setores verticais: os dois laterais são abertos, no topo, por uma janela retangular sem molduras ou peitoris; na seção central está o portal, encimado por uma arquitrave com um baixo-relevo de um anjo e um frontão circular. A fachada é coroada por um tímpano simples encimado por uma cruz de ferro.
O interior tem uma nave única e é resultado de uma restauração do século XVIII. Ao longo da nave, que é coberta por uma abóbada de luneta, estão, em grandes nichos intervalados por lesenas em mármore multicolorido, quatro altares laterais, dois de cada lado. O primeiro à direita é dedicado ao papa Santo Eleutério; o segundo, a São Genésio de Arles. O primeiro altar à esquerda é dedicado à Nossa Senhora e abriga uma "Madona com o Menino e Anjos", do século XVIII, cópia de uma tela do século XIV da Madonna di San Luca; a segunda, à Santa Teresa de Ávila.
No fundo da nave, está o presbitério, delimitado por uma balaustrada, de compacta planta quadrada com uma cúpula pintada e de uma abside semicircular com o teto decorado em caixotões. Nela está também o altar-mor, em mármore multicolorido, cuja peça-de-altar, encaixada entre duas colunas coríntias, a tela "São João Batista", do início do século XVII, obra de Baldassare Croce, e, acima dela, uma "Pietà", de Luigi Garzi, acrescentada posteriormente.

### Órgão
Na galeria na contra-fachada está um órgão de tubos do início do século XVIII, construído pela família Priori e restaurado em 2007 por Barthélemy Formentelli.

## Galeria

Imagens da igreja
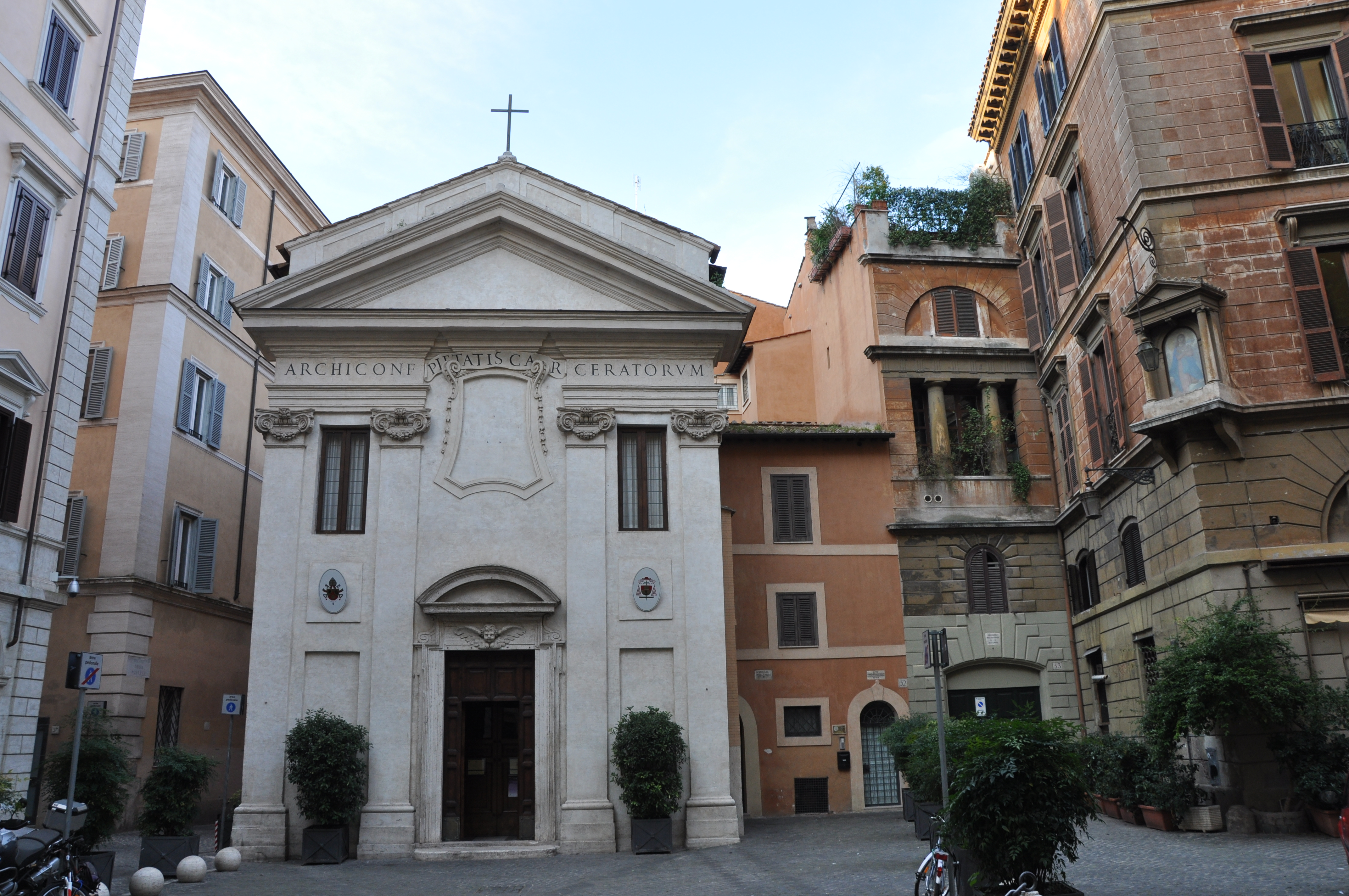
Vista da igreja e a praça em frente.
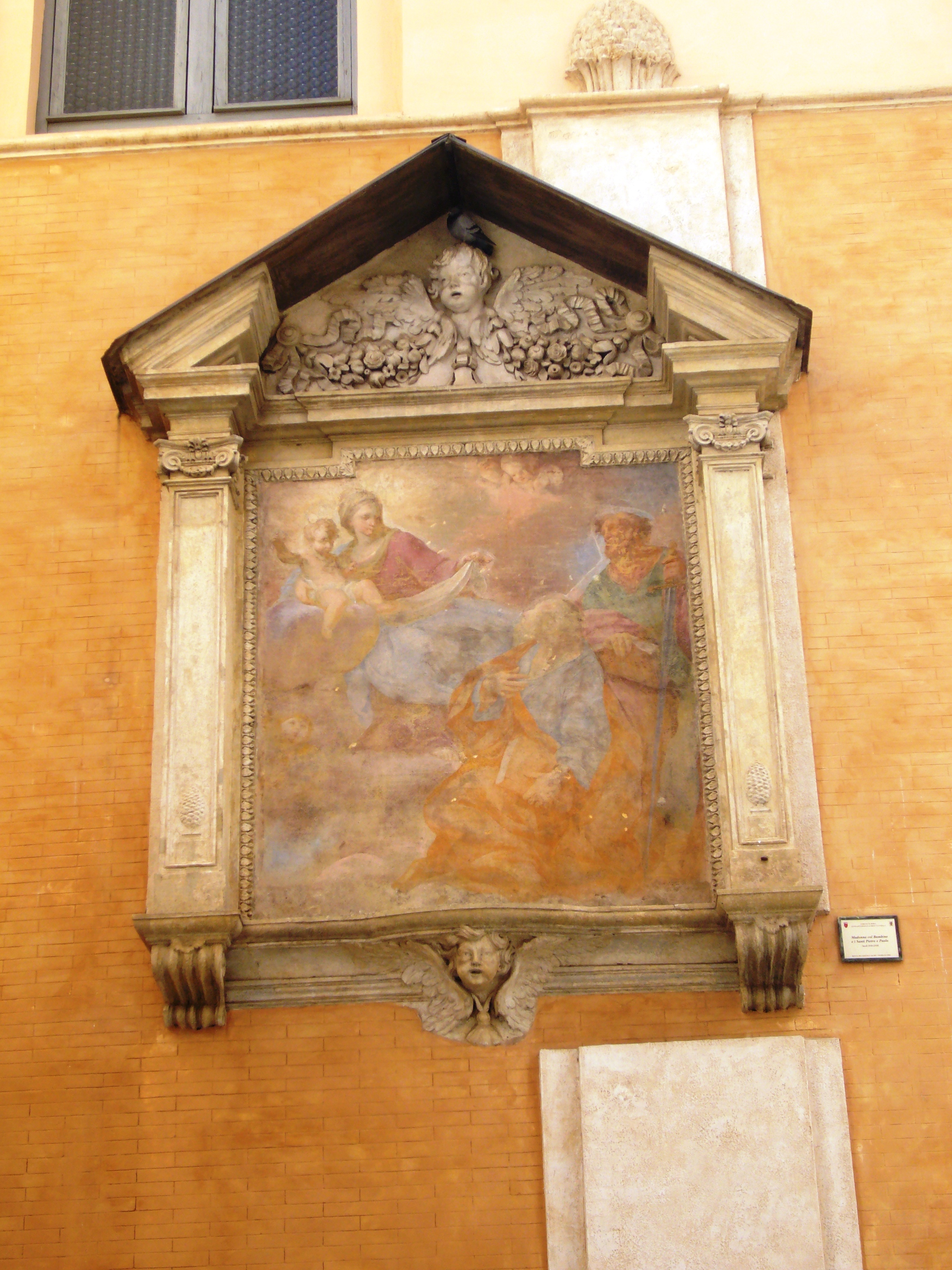
Imagem da Madona na lateral, na vicolo della Minerva.
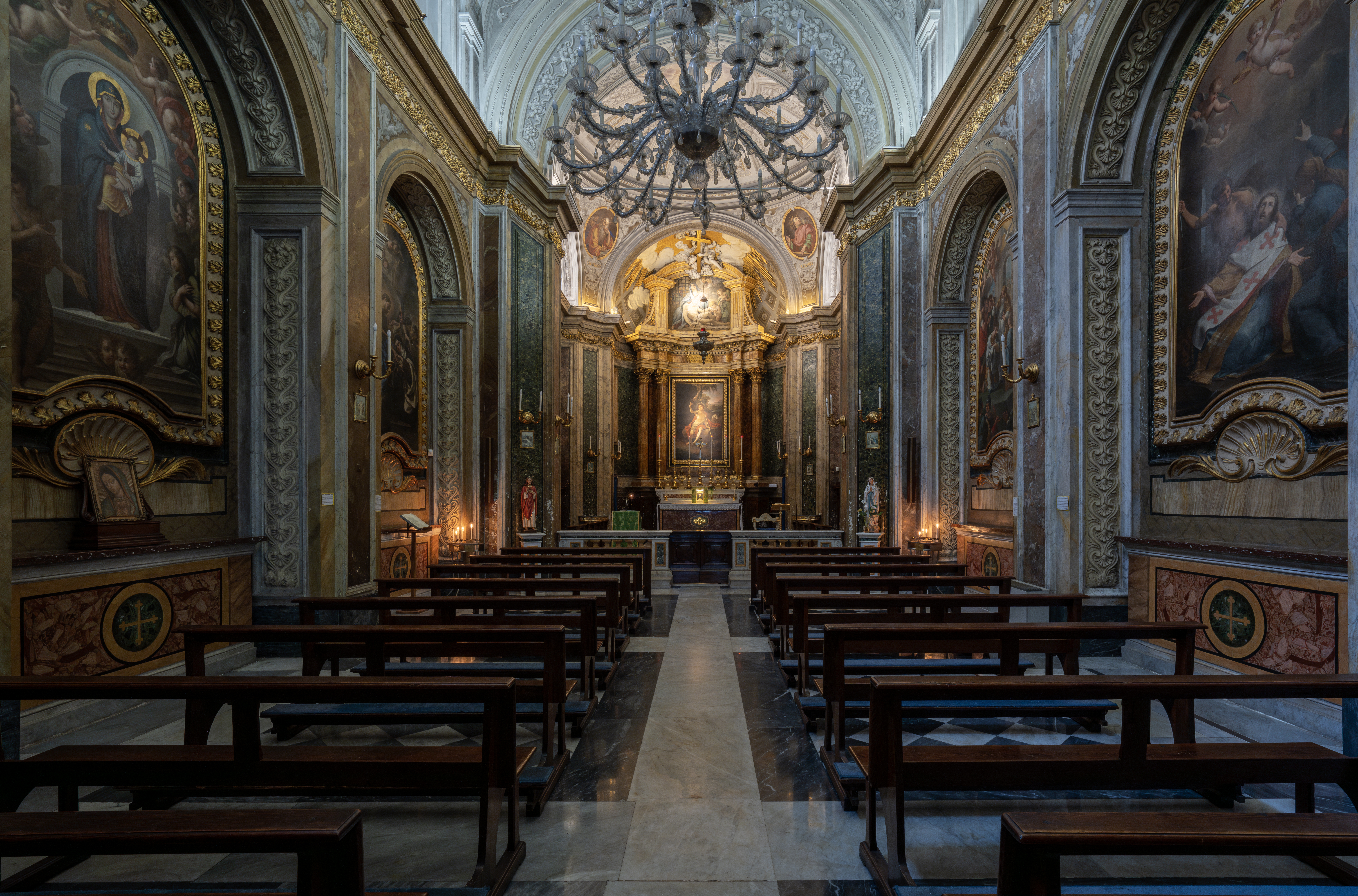
Interior.